# ضب مصري
الضب المصري (الاسم العلمي:  Uromastyx aegyptia) هو حيوان ينتمي لطائفة الزواحف؛ من أنواع السحالي وينتمي لأسرة ضباب التي تتبع فصيلة الحرذونيات. الموطن الأصلي للضب المصري هو شمال أفريقيا والشرق الأوسط.

## الوصف
الضب المصري هو أحد أكبر الأنواع بين أبناء جنسه الذي ينتمي له. يصل متوسط الطول للذكور من هذه الأنواع لحوالي 76 سم (30 بوصة).

## التوزيع الجغرافي لنطاق تواجده وحالة الحفظ الخاصة به
يتواجد الضب المصري في مصر، ليبيا وفلسطين وجميع أنحاء الشرق الأوسط، ولكن أصبح تواجده نادرًا في هذه المناطق نتيجة خسارة الموائل التي يعيش بها. معظم أفراده تسكن، في أغلب الأوقات، تلال الحصى في شمال سلطنة عمان وبعض الأجزاء الشرقية في الإمارات العربية المتحدة والمملكة العربية السعودية حيث يتم إدراجها على أنها أنواع مهددة بالانقراض وبدأت أعدادها تنخفض وتتلاشى ببطء بسبب التأثيرات الناتجة من التطويرات والتنمية.

## نويعات
تم التوثيق والتأكد من صحة تواجد ثلاث نويعات من الضب المصري، ويشمل ذلك النويع ذو التسمية البديلة (التسمية التلقائية):
- ضب مصري (فورسكول, 1775)
- ضب مصري Wilms & وولفغانغ بوهم, 2000
- Uromastyx microlepis ویلیام توماس بلانفورد, 1874

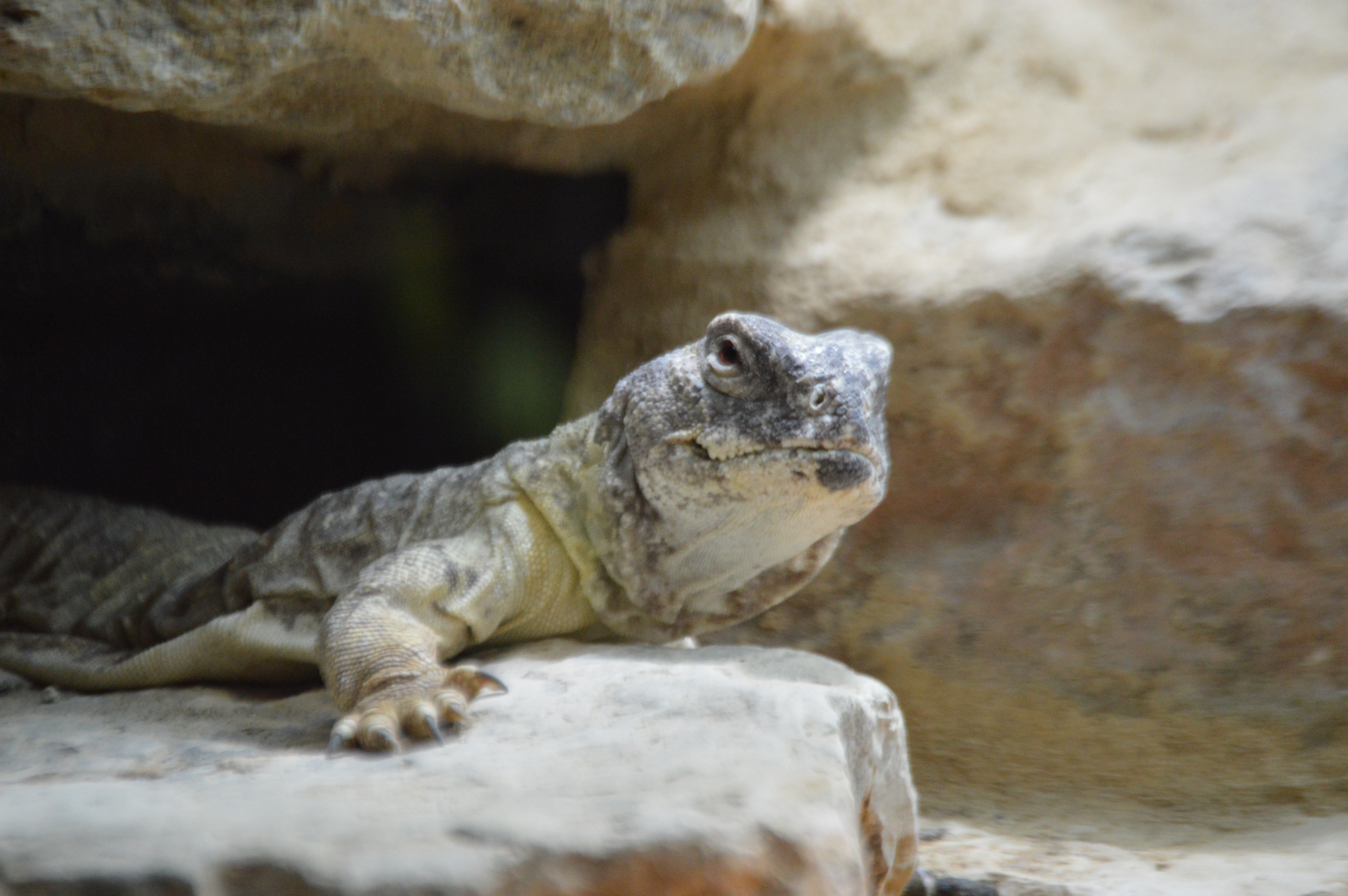
ضب من نويع Uromastyx aegyptia leptieni

## علم أصول الكلمات
تم اختيار اسم leptieni، كاسم النويع المحدد للنويع Uromastyx aegyptia leptieni، تكريما لعالم الزواحف والبرمائيات رولف ليبتين.

## أهميته الاقتصادية
تم استخدام الجلد القوي لهذه المخلوقات من قبل القبائل البدوية في العالم العربي لتصنيع منتجات جلدية، وقد اعتبر جلد جيد الجودة، واعتبر لحمه كمصدر غذائي بديل من أجل البروتين.

## الموائل
يعيش الضب المصري في المناطق الصخرية الجافة.